# Jerome Souers
Jerome Souers (1958. május 20. –) amerikai amerikaifutball-edző, 2022-től a Montana State–Northern Lights vezetőedzője. 1998 és 2010 között a Northern Arizona Lumberjacks vezetőedzője volt. 1999-ben a Big Sky Conference az év edzőjének választotta, 2003-ban pedig jelölték az Eddie Robinson-díjra.

## Eredményei vezetőedzőként
| Szezon                                              | Eredmény                                          | Eredmény                                          | Helyezés                                          | Továbbjutás                                       | Rangsorok                                         | Rangsorok                                         |
| Szezon                                              | Összesen                                          | Konferencia                                       | Helyezés                                          | Továbbjutás                                       | TSN                                               | Coaches                                           |
| Northern Arizona Lumberjacks (Big Sky Conference)   | Northern Arizona Lumberjacks (Big Sky Conference) | Northern Arizona Lumberjacks (Big Sky Conference) | Northern Arizona Lumberjacks (Big Sky Conference) | Northern Arizona Lumberjacks (Big Sky Conference) | Northern Arizona Lumberjacks (Big Sky Conference) | Northern Arizona Lumberjacks (Big Sky Conference) |
| --------------------------------------------------- | ------------------------------------------------- | ------------------------------------------------- | ------------------------------------------------- | ------------------------------------------------- | ------------------------------------------------- | ------------------------------------------------- |
| 1998                                                | 6–5                                               | 3–5                                               | T–7.                                              | –                                                 | –                                                 | –                                                 |
| 1999                                                | 4–8                                               | 2–6                                               | T–7.                                              | NCAA első kör                                     | 16                                                | 19                                                |
| 2000                                                | 3–8                                               | 2–6                                               | T–7.                                              | –                                                 | –                                                 | –                                                 |
| 2001                                                | 8–4                                               | 5–2                                               | 2.                                                | NCAA első kör                                     | 16                                                | 15                                                |
| 2002                                                | 6–5                                               | 3–4                                               | T–4.                                              | –                                                 | –                                                 | –                                                 |
| 2003                                                | 9–4                                               | 5–2                                               | T–1.                                              | NCAA negyeddöntő                                  | 10                                                | 9                                                 |
| 2004                                                | 4–7                                               | 3–4                                               | 5.                                                | –                                                 | –                                                 | –                                                 |
| 2005                                                | 3–8                                               | 1–6                                               | T–7.                                              | –                                                 | –                                                 | –                                                 |
| 2006                                                | 6–5                                               | 5–3                                               | 4.                                                | –                                                 | –                                                 | –                                                 |
| 2007                                                | 6–5                                               | 5–3                                               | 3.                                                | –                                                 | –                                                 | –                                                 |
| 2008                                                | 6–5                                               | 4–4                                               | 5.                                                | –                                                 | –                                                 | –                                                 |
| 2009                                                | 5–6                                               | 4–4                                               | T–5.                                              | –                                                 | –                                                 | –                                                 |
| 2010                                                | 6–5                                               | 4–4                                               | 6.                                                | –                                                 | –                                                 | –                                                 |
| 2011                                                | 4–7                                               | 3–5                                               | 6.                                                | –                                                 | –                                                 | –                                                 |
| 2012                                                | 8–3                                               | 6–2                                               | 4.                                                | –                                                 | 20                                                | 15                                                |
| 2013                                                | 9–3                                               | 7–1                                               | 2.                                                | NCAA első kör                                     | 15                                                | 15                                                |
| 2014                                                | 7–5                                               | 5–3                                               | T–5.                                              | –                                                 | –                                                 | –                                                 |
| 2015                                                | 7–4                                               | 5–3                                               | T–4.                                              | –                                                 | –                                                 | –                                                 |
| 2016                                                | 5–6                                               | 4–4                                               | T–6.                                              | –                                                 | –                                                 | –                                                 |
| 2017                                                | 7–5                                               | 6–2                                               | T–3                                               | NCAA első kör                                     | 25                                                | –                                                 |
| 2018                                                | 4–6                                               | 3–4                                               | 8.                                                | –                                                 | –                                                 | –                                                 |
| Eredmény:                                           | 123–114                                           | 85–77                                             | –                                                 | –                                                 | –                                                 | –                                                 |
| Montana State–Northern Lights (Frontier Conference) |                                                   |                                                   |                                                   |                                                   |                                                   |                                                   |
| 2022                                                | 0–10                                              | 0–10                                              | 8.                                                | –                                                 | –                                                 | –                                                 |
| 2023                                                | 1–9                                               | 0–8                                               | 9.                                                | –                                                 | –                                                 | –                                                 |
| 2024                                                | 0–2                                               | 0–0                                               | –                                                 | –                                                 | –                                                 | –                                                 |
| Eredmény:                                           | 1–21                                              | 0–18                                              | –                                                 | –                                                 | –                                                 | –                                                 |
| Összesen:                                           | 124–135                                           | –                                                 | –                                                 | –                                                 | –                                                 | –                                                 |
| Jelmagyarázat: Konferenciabajnok                    |                                                   |                                                   |                                                   |                                                   |                                                   |                                                   |

## Fordítás
- Ez a szócikk részben vagy egészben  a   Jerome Souers című angol Wikipédia-szócikk ezen változatának fordításán alapul.  Az eredeti cikk szerkesztőit annak laptörténete sorolja fel. Ez a jelzés csupán a megfogalmazás eredetét és a szerzői jogokat jelzi, nem szolgál a cikkben szereplő információk forrásmegjelöléseként.